# Txeburenki
Txeburenki (en rus: Чебуренки) és un poble de l'óblast d'Omsk, a Rússia, que en el cens del 2010 tenia 178 habitants. Pertany al districte rural de Mariànovka.